# 楠美恩三郎

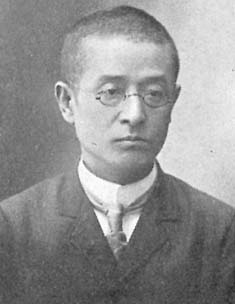
楠美恩三郎(1910年頃)

楠美 恩三郎（くすみ おんざぶろう、1868年4月17日（慶応4年3月25日） - 1927年（昭和2年）10月8日）は、日本の作曲家、教育者。東京音楽学校（現在の東京芸術大学）教授。青森県弘前市出身。
弘前藩士、楠美晩翠の三男として生まれる。1889年（明治22年）、東京音楽学校師範部を卒業。1902年（明治35年）、東京音楽学校助教授、1910年（明治43年）〜1917年（大正6年）まで同教授として活躍し、日本の音楽教育に貢献した。
また、島崎赤太郎、岡野貞一、南能衛、上真行、小山作之助らとともに、文部省編『尋常小学唱歌』の作曲委員の一人として参加し、『尋常小学読本唱歌』の編纂にもたずさわった。
数多くの校歌の作曲を手がけた事でも有名。

## 来歴
慶應4年（1868年）3月25日に代々平曲の伝承を行っていた楠美家に産まれた。幼少期を過ごした弘前では東奥義塾が外国人講師を雇用していたため、他の地域と比べ比較的早くから洋学が根付いていた。また恩三郎は東奥義塾初等科に在籍していたため讃美歌やオルガンは身近なものであった。明治17年に青森師範学校弘前分校初等科を卒業。
明治20年に文部省音楽取調掛に入学し明治22年、東京音楽学校師範部を卒業し香川県の尋常師範学校の助教授として着任する。明治23年には尋常師範学校尋常中学校高等女学校音楽家教員免許状を受領する。
そして明治26年には京都府尋常師範学校に勤務し始める。京都では同志社の影響から他の地域と比べ比較的早くから唱歌教育が行われていた。京都師範学校時代では師範学校で教鞭を握るほか、市歌「京都」の歌唱講習会での指導や唱歌集、「学校必用唱歌集」の編纂や「京都歴史唱歌」「京都地理唱歌」の作曲をおこなった。
明治35年には東京音楽学校助教授となる。その後明治40年に唱歌編纂員、明治41年に楽語調査員を兼任し、明治42年に東京音楽学校教授となり大正6年に退官となった。その後は法学調査やオルガン講師、教員養成所などで嘱託を受けるが大正15年には全て辞職し昭和2年にこの世を去った。

## 代表的な作品

### 童謡・唱歌
- 『お星様』（作詞：石原和三郎）
- 『木の実拾い』（作詞：旗野十一郎 [2])
- 『手毬と紙鳶』（作詞：吉丸一昌）
- 『同窓会』（作詞：加藤里路）
- 『朝日の御旗』（作詞：中村秋香）
- 『春のゆくころ』
- 『暑さは日々に』
- 『夏の休み』

### 校歌・自治歌
- 旧制第二高等学校（現・東北大学）校歌 『天は東北山高く』（作詞：土井晩翠）
- 旧制第八高等学校（現・名古屋大学）校歌 『銀扇空にひるがえる』（作詞：平林治徳）
- 旧制青森県師範学校 校歌 『山河秀づる』（作詞：土井晩翠）
- 旧制千葉県師範学校校歌『君がめぐみの』 （作詞：吉丸一昌）
- 旧制新潟医学専門学校 校歌 『波は滔々信濃川』（作詞：吉丸一昌）
- 旧 青山学院の歌（作詞 : 別所梅之助）[3]
- 群馬県立太田高等学校校歌（作詞：土井晩翠）
- 埼玉県立不動岡高等学校校歌（作詞：河野省三）
- 埼玉県女子師範学校・浦和高等女学校校歌（現・埼玉県立浦和第一女子高等学校）校歌（作曲：橋本光秋）
- 岐阜県立斐太高等学校校歌（作詞：今村勝一）
- 滋賀県立八幡商業高等学校校歌（作詞：土井晩翠）
- 新潟県立村上高等学校校歌（作詞：藤原紫朗）
- 京都府立第三中学校及福知山中学校校歌（作詞：荒木良雄）
- 旧制山口県立岩国中学校（現・山口県立岩国高等学校）校歌 （作詞：不詳）
- 弘前市立朝陽小学校校歌（作詞：田名部彦一）＊楠美の生家は同小学校の学区である
- 青森市立浦町小学校校歌（作詞：芦田恵之郎）
- 八戸市立島守小学校校歌（作詞：吉丸一昌）
- 八戸市立吹上小学校校歌（作詞：吉丸一昌）
- 盛岡市立仁王小学校校歌（作詩：吉丸一昌）

など

## 著作
- 『学校必用唱歌集』 加藤里路作歌、村上書店1896年
- 『京都地理唱歌』 岩内誠一作歌、猪熊夏樹歌詞校閲、村上書店1900年
- 『デュエットトリオ唱歌集』 共益商社楽器店1906年
- 『オルガン軌範』 [4]共益商社書店 1910年
- 『年中行事唱歌』 芳賀矢一作歌、文昌閣 1910年
- 『乃木将軍乃木夫人乃木兄弟』 内村達三郎作歌、桑原書店 1912年
- 楠美恩三郎・吉田恒三『中等教育近世楽典教本』 積善館 1923年
- 楠美恩三郎・中田章『教範マーチ、アルバム』 中文館書店 1926年

## 家族
- 先祖に津軽藩に平曲を興した楠美則徳[5]。
- 父の楠美晩翠は則徳の曾孫で、麻岡検校門下の楠美太素の長男。
- 叔父に平曲研究者で東京音楽学校邦楽調査掛嘱託の館山漸之進（1845‐1916）。晩翠の弟で、館山源右衛門の養子。父や兄から平曲を学び、当道座廃止後、平曲衰退を憂いて『平家音楽史』を刊行するなど保存活動に尽力したほか、青森の郡長・県会議員も務めた[5]。漸之進の四男の館山甲午(1894-1989)は平家琵琶の無形文化財保持者[6]。
- 兄の楠美冬次郎（1863－1934）は明治から昭和にかけて活躍した果樹園芸家[5]。